# ルウルウはちいさなともだち
『ルウルウはちいさなともだち』は、小沢真理による日本の漫画作品。1987年から1988年に、『別フレ増刊』『別冊フレンド』（いずれも講談社）に掲載された。読み切り作品のシリーズで全3話。単行本は講談社コミックスフレンドから全1巻。

## 概要
メアリー・ノートンによる『床下の小人たち』に登場する借りぐらしと同じ一族の子孫を主人公にした作品。現代の日本で両親や仲間を探す旅をしながら、人間たちと触れ合う様子を描いている。

## あらすじ
病弱な少女・りり子は、自宅で小人の少女・ルウルウと出会う。彼女は、人間の家に住み、さまざまな物を借りながら生活する「借りぐらし」の少女だった。やがて2人は友達となり、ルウルウの両親を捜して横浜に向かうが、離れ離れになってしまう。少年・ヒロミチは、横浜の中華街でルウルウを見つけて家に連れて帰る。次第にルウルウと仲良くなったヒロミチは、母親から昔、小人を森で見たという話を聞き、ルウルウを連れて行くが、はぐれてしまう。森で穴に落ちて困っていたルウルウは、小人のくりとに助けられる。くりとは仲間とはぐれて一人で暮らしていたが、ルウルウと一緒に暮らし始める。北原日和子は、絵を描きに来て森でルウルウたちと出会う。日和子には縁談が持ち上がっていたが、彼女はかつて一度だけ森で会った男性が忘れられずにいた。ルウルウとくりとは力を合わせて日和子と男性を再会させる。

## 主な登場人物
ルウルウ
借りぐらしの少女。身長15.5cm、体重450g。ロンドンから柱時計に入って横浜に着いた父と、中国雑貨の店にいた母の間に生まれた。ひらがなの「う」と「し」を左右逆に書いてしまう悪癖がある。物怖じせず人間の前に姿を現し、友達になろうとする。
りり子（りりこ）
千葉県に住む10歳の少女。病弱で学校も休みがち。自分の部屋でルウルウと出会い、仲良くなる。ルウルウの両親を捜すため、横浜にルウルウを連れて行く。
大西 裕通（おおにし ひろみち） / ヒロミチ
横浜市緑区に住む少年。横浜の中華街でルウルウを見つけて自宅に連れて帰る。自分でルウルウの服を作るなど手先が器用。ルウルウの両親探しを手伝う。
くりと
森の木のうろに住む小人。借りぐらしではなく、生活用品を自作して暮らす。かつては仲間といたが、台風で村が流されて一人暮らし。長い一人暮らしのせいで独り言を言う癖がある。祖父の教えを守って人間を信用していない。
北原 日和子（きたはら ひわこ）
20歳の女性。大学に通っていたが自宅に連れ戻され、家の事情が理由で親に縁談を勧められている。しかし、かつて一度森で会った髭面の男性が忘れられず、ルウルウたちのいる森に絵を描きに通う。初めてルウルウの姿を見て気絶するほど気が弱い。

## 書誌情報
- 小沢真理 『ルウルウはちいさなともだち』 講談社〈講談社コミックスフレンド〉、全1巻、1989年2月13日発売、ISBN 4-06-302759-7[1]